# Islas Vírgenes de los Estados Unidos en los Juegos Olímpicos de Atlanta 1996
Las Islas Vírgenes de los Estados Unidos estuvieron representadas en los Juegos Olímpicos de Atlanta 1996 por un total de 12 deportistas, 6 hombres y 6 mujeres, que compitieron en 5 deportes.
La portadora de la bandera en la ceremonia de apertura fue la regatista Lisa Neuburger. El equipo olímpico virgenense estadounidense no obtuvo ninguna medalla en estos Juegos.